# U-135号潜艇 (1917年)
陛下之135号潜艇是德意志帝国海军建造的一艘大型潜艇或称U艇。它由但泽的帝国船厂承建，于1917年9月8日下水，至1918年6月20日交付使用。U-135号是在第一次世界大战期间服役的329艘德国潜艇之一，但从未参与任何海战。战后，根据停战协议的要求，该艇于1918年11月20日被引渡至英国正式投降，至1921年作为靶舰被击沉。

## 设计
德国人建造大型作战潜艇的努力肇始于800吨级的U-81号。1915年12月，德意志帝国海军潜艇监察局（Inspektion des U-Bootwesens）向海军部提交了新的千吨级潜艇设计方案，并命名为第42号工程。1916年1月，军方下达了首批12艘艇的采购计划。为了保证这种大型潜艇的建造速度，军方选择了经验最为丰富的日耳曼尼亚船厂和帝国船厂作为承包商，后来不来梅威悉船厂也加入其中。12艘潜艇的订单被平均分配予这三家船厂，编号采用U-127至U-138号。但受到战时物资供应和频繁变动的船厂排产计划影响，这批潜艇直至战争结束前也只有两艘建成服役。尽管如此，它们还是被后世的潜艇制造商视为设计典范，并成为美国潜艇抹香鲸号和墨鱼号的建造蓝本。
U-135号是由日耳曼尼亚船厂承建（U-135至U-138号）批次的首艇。其全长为83.50米，舷宽7.54米；有4.26米的吃水深度。艇只的水上排水量为1175吨，水下为1534吨。艇只搭载有可在水上使用的两台猛狮六缸四冲程柴油发动机，总功率为2,500匹公制馬力（1,839千瓦特）和两台辅助冲击柴油发电机，总功率为900匹公制馬力（662千瓦特）；在水下则使用西门子-舒克特双电动发电机，总功率为1,780匹公制馬力（1,309千瓦特）。这些发动机用以驱动双轴、每根轴各一副的螺旋桨。它的潜没时间为30秒，最大潜航深度为75米。
U-135号在水上的最高速度可达17節（31每小時），在水下的最高航速则为8.1節（15.0每小時）。它可以8節（15每小時）的速度在水上巡航10,000海里（19,000），或以4.5節（8.3每小時）的速度在水下巡航50海里（93）。该艇装备了六具直径为500毫米的鱼雷发射管，其中艇艏四具、艉部两具，并可合共携带至多14枚鱼雷；作为辅助武器的甲板炮则是一门150毫米45倍径艇用高射炮。其标准船员编制为4名军官及42名水兵。

## 历史
U-135号是由德意志帝国海军作为M项战时订单（Kriegsauftrag M）的一部分，于1916年5月27日向但泽的帝国船厂订购。其艇体自1916年11月4日开建，1917年9月8日下水，至1918年6月20日在首任暨唯一一任艇长、海军上尉约翰内斯·施皮斯的指挥下正式交付使用。经过长时间的海试和收尾工序后，U-135号直至1918年10月9日才被编入分驻威廉港的第三潜艇区舰队服役，此时距离战争结束仅余一个月。
1918年10月22日，U-135号被转移至黑尔戈兰基地。它本该从这里启航参加公海舰队的计划行动。但仅两天后，该艇便被发回威廉港，并于10月31日抵达希利希泊地。11月6日，U-135号回到威廉港，并受命协助镇压海军水兵兵变。它与第四鱼雷艇半区舰队一起，威胁要用鱼雷击沉图林根号和黑尔戈兰号，从而结束了在这两艘战列舰上爆发的叛乱。在战争结束前的余下时间里，U-135号未再参与任何行动，也没有击沉任何船舶。
战后，根据对德停战协议的要求，U-135号于1918年11月20日被引渡至英国，并在哈维奇正式向协约国投降。英国海军部接管该艇后，将其运至德文港，并由来自英国莱斯特郡拉夫堡大学的25学生在J·F·德赖弗的指导下，拆除了潜艇的推进装置和各种其他部件。这些部件随后在拉夫堡帕克街的一间木屋中重新组装，并于1937年投入一所专门建造的发电站中使用，直至1949年停用并被替换。最终，U-135号的废艇体于1921年6月30日被拖到海里充当靶舰，遭L21号和L52号潜艇的炮火击沉。

## 脚注
1. ↑  Helgason, Guðmundur. . German and Austrian U-boats of World War I - Kaiserliche Marine - Uboat.net.   [2010-09-29].
2. ↑  Gröner 1991，第15-16頁.
3. 1 2  Helgason, Guðmundur. . German and Austrian U-boats of World War I - Kaiserliche Marine - Uboat.net.   [2015-03-16].
4. ↑  陈进，第139頁.
5. 1 2  陈进，第140頁.
6. ↑  Alden，第38頁.
7. 1 2  Gröner 1991，第15–16頁.
8. ↑  Herzog，第136頁.
9. ↑  Staff，第43, 46頁.
10. ↑  Herzog，第124頁.
11. ↑  Cantor，第50頁.
12. ↑  Dodson & Cant，第54, 126頁.